# Symplecta peregrinator
Symplecta peregrinator är en tvåvingeart som först beskrevs av Alexander 1944.  Symplecta peregrinator ingår i släktet Symplecta och familjen småharkrankar. Inga underarter finns listade i Catalogue of Life.